# Rendille (langue)
Le rendille est une langue couchitique parlée au Kenya.

## Écriture
| A a   | B b | CH ch | D d | ’D ’d   | E e   | F f | G g | H h | ’H ’h | I i | J j | K k |
| KH kh | L l | M m   | N n | NG’ ng’ | NY ny | O o | R r | S s | T t   | U u | W w | Y y |

Le ton haut peut être indiqué avec l’accent aigu.